# Geolycosa atrosellata
Geolycosa atrosellata är en spindelart som beskrevs av Roewer 1960. Geolycosa atrosellata ingår i släktet Geolycosa och familjen vargspindlar.
Artens utbredningsområde är Kongo. Inga underarter finns listade i Catalogue of Life.